# Hassar wilderi
Hassar wilderi är en fiskart som beskrevs av Kindle, 1895. Hassar wilderi ingår i släktet Hassar och familjen Doradidae. Inga underarter finns listade i Catalogue of Life.